# جوش إيكلس
جوش إيكلس (بالإنجليزية: Josh Eccles)‏ هو لاعب كرة قدم بريطاني في مركز الوسط، ولد في 2000 في كوفنتري في المملكة المتحدة. لعب مع كوفنتري سيتي.